# Joppolo Giancaxio
Joppolo Giancaxio is een gemeente in de Italiaanse provincie Agrigento (regio Sicilië) en telt 1240 inwoners (31-12-2004). De oppervlakte bedraagt 19,1 km², de bevolkingsdichtheid is 65 inwoners per km².

## Demografie
Joppolo Giancaxio telt ongeveer 564 huishoudens. Het aantal inwoners daalde in de periode 1991-2001 met 11,9% volgens cijfers uit de tienjaarlijkse volkstellingen van ISTAT.
| Jaar | Inwoneraantal |
| ---- | ------------- |
| 1991 | 1460          |
| 2001 | 1286          |

## Geografie
De gemeente ligt op ongeveer 275 m boven zeeniveau.
Joppolo Giancaxio grenst aan de volgende gemeenten: Agrigento, Aragona, Raffadali, Santa Elisabetta.

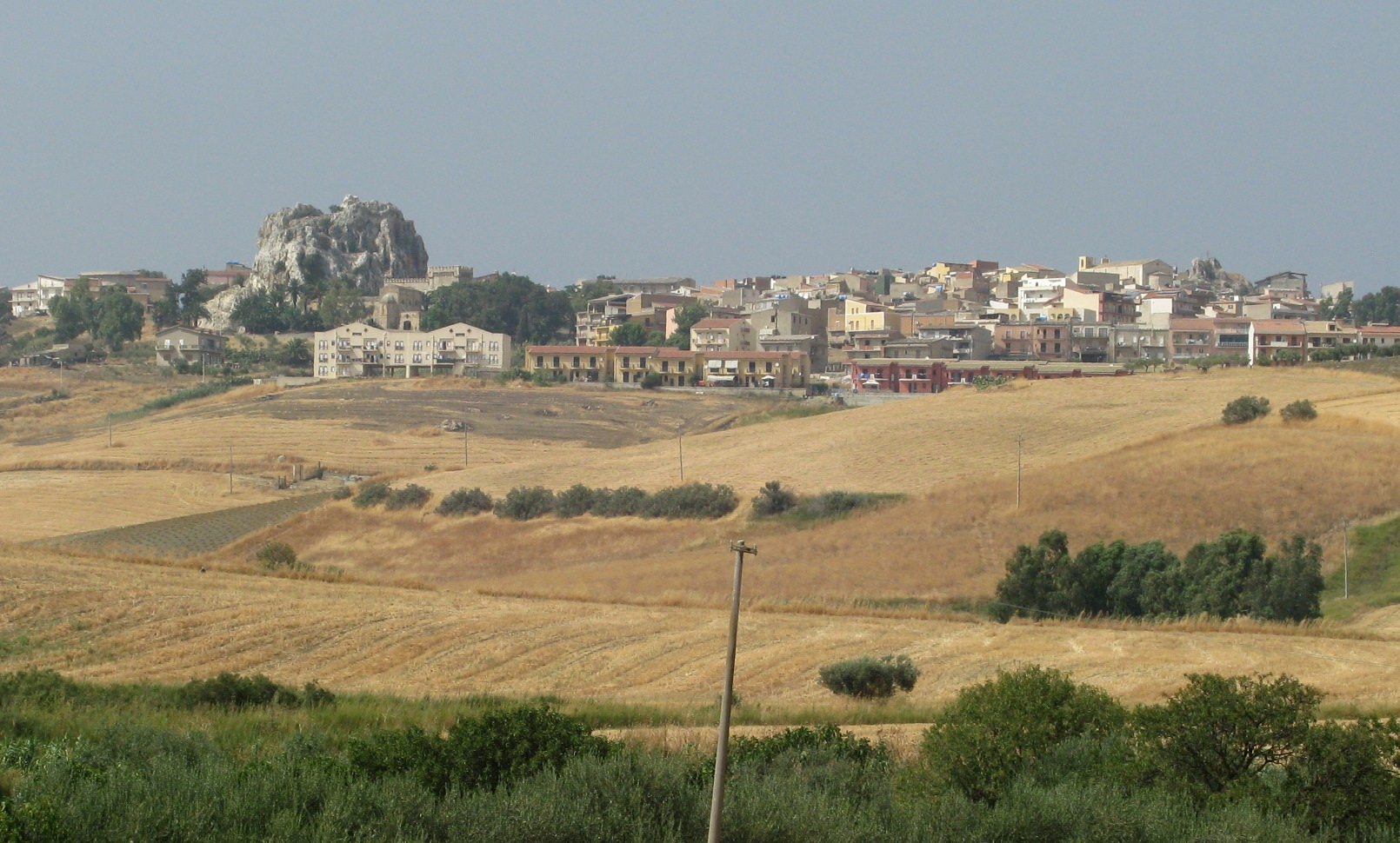
Joppolo Giancaxio

Agrigento · Alessandria della Rocca · Aragona · Bivona · Burgio · Calamonaci · Caltabellotta · Camastra · Cammarata · Campobello di Licata · Canicattì · Casteltermini · Castrofilippo · Cattolica Eraclea · Cianciana · Comitini · Favara · Grotte · Joppolo Giancaxio · Lampedusa e Linosa · Licata · Lucca Sicula · Menfi · Montallegro · Montevago · Naro · Palma di Montechiaro · Porto Empedocle · Racalmuto · Raffadali · Ravanusa · Realmonte · Ribera · Sambuca di Sicilia · San Biagio Platani · San Giovanni Gemini · Sant'Angelo Muxaro · Santa Elisabetta · Santa Margherita di Belice · Santo Stefano Quisquina · Sciacca · Siculiana · Villafranca Sicula
1. ↑  https://demo.istat.it/?l=it.